# Attaque de 2023 de l'oblast de Briansk
L'attaque de 2023 de l'oblast de Briansk a lieu le 2 mars 2023 lorsque les autorités russes affirment qu'un groupe ukrainien armé a traversé la frontière et attaqué les villages de Lyoubetchane (en) et Souchany (en), dans l'oblast de Briansk. La Russie déclare que les assaillants ont tiré sur une voiture, tuant deux civils, avant que le Service fédéral de sécurité (FSB) ne les force à retourner en Ukraine. Le Corps des volontaires russes, un groupe armé de volontaires antigouvernementaux d'extrême droite russe combattant pour l'Ukraine, revendique l'incursion. La Russie qualifie l'incident d'attaque terroriste et déclare que ses tirs de missiles du 9 mars sur l'Ukraine sont des représailles. Le gouvernement ukrainien nie toute implication. Il déclare que l'incident aurait pu être une attaque sous fausse bannière de la Russie pour justifier sa guerre en cours contre l'Ukraine, ou bien une attaque par des partisans anti-gouvernementaux de l'intérieur de la Russie.

## Contexte
Plusieurs attaques en Russie occidentale, principalement dans les oblasts de Briansk, Koursk et Belgorod, sont signalées depuis le début de l'invasion russe de l'Ukraine, le 24 février 2022. La Russie accuse l'Ukraine d'en être responsable. Selon le Moscow Times, « l'Ukraine n'a pas revendiqué la responsabilité des attentats [...] tout en niant formellement être derrière eux ».
Début février 2023, les autorités de l'oblast de Briansk affirment avoir renforcé la frontière avec l'Ukraine. Le gouverneur de l'oblast de Briansk (en), Alexandre Bogomaz, publie des photos d'une réunion avec les « commandants du groupe protégeant la frontière » sur sa chaîne Telegram, et déclare que « le travail effectué sur la construction de structures de protection et de points forts a été très apprécié par le commandement du Forces armées russes ».

## Attaque

### Premiers rapports russes
Le 2 mars 2023, vers 11 h 30 MSK, Bogomaz signale qu'un groupe ukrainien de sabotage et de reconnaissance a fait une incursion sur le territoire russe, pénétrant dans le village de Lyoubetchane, dans le district de Klimovsky (en). Selon lui, les saboteurs ont tiré sur une voiture en mouvement, tuant un adulte et blessant un enfant. Il est signalé que la voiture de tourisme transporte des enfants. À la suite de ce rapport initial, TASS rapporte, citant une source policière, que le groupe a pénétré dans deux villages, Lyoubetchane et Souchany, et a pris plusieurs habitants en otage. Selon RFE/RL, une chaîne Telegram russe, diffusant des informations locales, rapporte que les habitants de la région ont entendu des explosions et des coups de feu.
Selon l'agence de presse TASS, « des membres de la Rosgvardia sont entrés en conflit avec les combattants ». À 14 h 30, citant des témoins oculaires, l'agence affirme que des « saboteurs ukrainiens » ont cessé de montrer des signes d'activité et ont peut-être quitté le territoire russe. Ce média déclare : « Il n'y a personne du groupe ukrainien sur le territoire de la fédération de Russie, ils sont tous partis. Maintenant, il y a une recherche, peut-être, des combattants restants du VSU sur notre territoire ».

### Compte officiel russe
Le gouvernement russe déclare qu'un groupe de saboteurs ukrainiens est entré dans le village russe de Lyoubechane et tire sur des civils dans une voiture. Le gouverneur de l'oblast de Briansk, Alexander Bogomaz, déclare que deux civils ont été tués et qu'un garçon de 11 ans a été blessé.
Le Service fédéral de sécurité (FSB) de Russie déclare avoir agi avec l'armée russe pour « éliminer les nationalistes ukrainiens armés qui ont violé la frontière de l'État ». Il déclare plus tard que les assaillants ont été repoussés en Ukraine « où une frappe d'artillerie massive leur a été infligée ». Selon le FSB, un grand nombre d'engins explosifs ont été découverts et le déminage est alors en cours. Le FSB ne mentionne pas le rapport précédent sur une prise d'otage.

## Revendication de responsabilité
La responsabilité de l'attaque est revendiquée par le Corps des volontaires russes (RDK ; en russe : Русский добровольческий корпус, romanisé :  Russkiy dobrovol'cheskiy korpus), un groupe armé d'extrême droite, nationaliste russe antigouvernemental combattant pour l'Ukraine.
Deux vidéos mises en ligne le 2 mars montrent des hommes armés en tenue de combat se faisant appeler le Corps des volontaires russes. Ces hommes affirment avoir traversé la frontière pour combattre « le régime sanglant de Poutine et du Kremlin ». Se décrivant comme des « libérateurs » russes, ils appellent les citoyens à se révolter contre le gouvernement et nient avoir tiré sur des civils. L'une des vidéos semble avoir été filmée à l'extérieur de la clinique médicale de Lyoubetchane. Selon une analyse de l'Institut pour l'étude de la guerre, groupe de réflexion américain, les utilisateurs des réseaux sociaux géolocalisent l'une des deux vidéos à Souchany.
Le chef du RDK, Denis Kapoustine, dit Nikitine, déclare que l'objectif était de révéler à quel point les zones frontalières de la Russie sont faiblement gardées et d'inspirer une opposition armée contre les « usurpateurs du Kremlin ». Selon lui, la force d'attaque, forte de 45 personnes, comprend des insurgés anti-gouvernementaux basés en Russie, et agit avec le soutien de l'Ukraine. Le jour de l'attaque, le site Web de journalisme d'investigation russe iStories publie le récit d'un membre du RDK sur l'événement. Il déclare : « Nous étions 45 dans cette mission. Nous sommes entrés, avons filmé, tendu une embuscade à deux BMP. Je n'ai vu aucun enfant blessé. Mais il y a eu un garde-frontière blessé. Aucun otage n'a été pris ».

## Conséquences

### Réactions russes
Le président de la Russie, Vladimir Poutine, déclare dans une allocution télévisée que des « terroristes néonazis ukrainiens » ont traversé la frontière et ciblé des civils. Poutine déclare également que l'attaque confirme que la Russie est menacée et qu'elle devait envahir l'Ukraine pour stopper cette menace. Il ajoute « Ils n'obtiendront rien. Nous les écraserons », affirmant que le groupe est composé de personnes qui voulaient « dépouiller la Russie de son histoire et de sa langue ». La Russie considère officiellement l'événement comme un acte de terrorisme et le Comité d'enquête de la fédération de Russie lance une enquête pour terrorisme.
Le 9 mars, en réponse à l'attaque, la Russie mène une frappe avec plus de 80 missiles, dont six sont des missiles supersoniques Kinjal. Cette frappe est qualifiée de « représailles massives » et endommage une infrastructure ukrainienne. Au moins neuf personnes sont tuées.

### Réactions ukrainiennes
Le gouvernement et l'armée ukrainiens nient avoir mené une attaque transfrontalière et suggèrent que la Russie pourrait utiliser cette attaque pour justifier de nouvelles frappes contre l'Ukraine.
Mykhaïlo Podoliak, conseiller du président ukrainien, déclare sur Twitter : « L'histoire d'un groupe de sabotage ukrainien en fédération de Russie est une provocation délibérée classique ». Il ajoute que la Russie « veut effrayer son peuple pour justifier l'attaque d'un autre pays et la pauvreté croissante après un an de guerre ». Il confie également à l'Associated Press : « Cela a été fait par les Russes ; l'Ukraine n'a rien à voir avec cela ». En outre, il suggère que l'attaque a pu être menée par un groupe anti-gouvernemental en Russie : « Le mouvement partisan dans la fédération de Russie devient plus fort et plus agressif ».
Selon un rapport du New York Times, « les responsables des services de renseignement ukrainiens ont tenté de présenter l'incident comme une preuve des divisions russes ». Andriy Tcherniak, un représentant de la Direction principale ukrainienne du renseignement (GUR) aurait déclaré : « C'est un signe que la Russie ne peut plus fonctionner normalement et cela conduit à la destruction interne ». Il relève également que le Corps des volontaires russes a revendiqué la responsabilité de l'attaque et indique que l'Ukraine n'est pas impliquée. Andriy Yusov (uk), un autre représentant du GUR, suggère que la composition du groupe armé est le signe d'une lutte interne au sein de la Russie, et qualifie l'événement de « confrontation au sein même de la fédération de Russie entre les citoyens de la fédération de Russie ».